# Centro Médico (estación)
Centro Médico es una de las estaciones que forman parte del Metro de la Ciudad de México, es la correspondencia de la Línea 3 y la Línea 9. Se ubica al sur de la Ciudad de México, en la alcaldía Cuauhtémoc.

## Información general
El isotipo de la estación es un caduceo, símbolo universal de la medicina. Es la vara de Esculapio la representación original de la curación en la antigüedad griega y en los organismos médicos internacionales contemporáneos.
Toma su nombre al estar situada en las inmediaciones del Centro Médico Nacional Siglo XXI, del cual la estación está conectada directamente con la entrada principal de dicho complejo médico por un sistema de escaleras móviles. Esta estación del Metro tiene habilitadas instalaciones para discapacitados y espacios para exhibiciones culturales y locales comerciales.
En junio de 1980 esta estación funcionó como terminal provisional de la línea 3, hasta que en agosto de ese mismo año se extendió a Zapata; mientras que en 1987 lo hizo en la línea 9 en su tramo inicial antes de ser llevada a Tacubaya, en 1988.

### Patrimonio

#### Murales
- El mural "Medicina tradicional y medicina contemporánea" de Arturo Estrada. Tiene una extensión de 44 metros cuadrados en la que se ilustran diversas escenas de cuidados médicos y terapias alternativas. La técnica empleada es acrílico sobre madera.[3]

## Afluencia
Las siguientes tablas muestran la afluencia de la estación (por línea) en los últimos 10 años:
| Afluencia Anual de Pasajeros (Línea 3) | Afluencia Anual de Pasajeros (Línea 3) | Afluencia Anual de Pasajeros (Línea 3) | Afluencia Anual de Pasajeros (Línea 3) | Afluencia Anual de Pasajeros (Línea 3) | Afluencia Anual de Pasajeros (Línea 3) |
| -------------------------------------- | -------------------------------------- | -------------------------------------- | -------------------------------------- | -------------------------------------- | -------------------------------------- |
| Año                                    | Afluencia                              | A Diario                               | Ranking                                | Incremento                             | Ref.                                   |
| 2023                                   | 5,238,788                              | 14,352                                 | 89°/195                                | +6.65%                                 | [ 4 ]                                  |
| 2022                                   | 4,912,204                              | 13,458                                 | 89°/175                                | +32.94%                                | [ 5 ]                                  |
| 2021                                   | 3,695,180                              | 10,123                                 | 81°/195                                | -13.25%                                | [ 6 ]                                  |
| 2020                                   | 4,259,395                              | 11,637                                 | 83°/195                                | -42.41%                                | [ 7 ]                                  |
| 2019                                   | 7,395,505                              | 20,261                                 | 88°/195                                | -6.66%                                 | [ 8 ]                                  |
| 2018                                   | 7,923,555                              | 21,708                                 | 78°/195                                | +1.40%                                 | [ 9 ]                                  |
| 2017                                   | 7,814,324                              | 21,409                                 | 75°/195                                | -1.28%                                 | [ 10 ]                                 |
| 2016                                   | 7,915,565                              | 21,627                                 | 82°/195                                | +1.51%                                 | [ 11 ]                                 |
| 2015                                   | 7,797,999                              | 21,364                                 | 81°/195                                | -0.71%                                 | [ 12 ]                                 |
| 2014                                   | 7,853,706                              | 21,517                                 | 80°/195                                | -5.43%                                 | [ 13 ]                                 |

| Afluencia Anual de Pasajeros (Línea 9) | Afluencia Anual de Pasajeros (Línea 9) | Afluencia Anual de Pasajeros (Línea 9) | Afluencia Anual de Pasajeros (Línea 9) | Afluencia Anual de Pasajeros (Línea 9) | Afluencia Anual de Pasajeros (Línea 9) |
| -------------------------------------- | -------------------------------------- | -------------------------------------- | -------------------------------------- | -------------------------------------- | -------------------------------------- |
| Año                                    | Afluencia                              | A Diario                               | Ranking                                | Incremento                             | Ref.                                   |
| 2023                                   | 4,696,710                              | 12,867                                 | 100°/195                               | +8.38%                                 | [ 4 ]                                  |
| 2022                                   | 4,333,424                              | 11,872                                 | 99°/175                                | +29.43%                                | [ 5 ]                                  |
| 2021                                   | 3,348,060                              | 9,172                                  | 95°/195                                | +15.39%                                | [ 6 ]                                  |
| 2020                                   | 2,901,629                              | 7,927                                  | 121°/195                               | -43.59%                                | [ 7 ]                                  |
| 2019                                   | 5,143,782                              | 14,092                                 | 126°/195                               | -2.76%                                 | [ 8 ]                                  |
| 2018                                   | 5,289,525                              | 14,491                                 | 123°/195                               | +4.97%                                 | [ 9 ]                                  |
| 2017                                   | 5,039,274                              | 13,806                                 | 123°/195                               | -3.19%                                 | [ 10 ]                                 |
| 2016                                   | 5,205,246                              | 14,221                                 | 122°/195                               | +2.73%                                 | [ 11 ]                                 |
| 2015                                   | 5,066,899                              | 13,881                                 | 121°/195                               | +1.51%                                 | [ 12 ]                                 |
| 2014                                   | 4,991,549                              | 13,675                                 | 116°/195                               | -0.82%                                 | [ 13 ]                                 |

## Conectividad

### Salidas
- Por línea 3 al Surponiente: Jardín Ramón López Velarde, Colonia Roma Sur.
- Por línea 3 al Poniente: Eje 1 Poniente Avenida Cuauhtémoc esquina Calle Huatabampo (Centro Urbano "Benito Juárez"), Colonia Roma Sur.
- Por línea 3 al Oriente: Eje 1 Poniente Avenida Cuauhtémoc esquina Eje 3 Sur Av. Dr. Ignacio Morones Prieto, Colonia Roma Sur.
- Por línea 3 al Nororiente: Interior del Hospital siglo XXI,  Colonia Roma Sur.
- Por línea 3 al Suroriente: Eje 1 Poniente Avenida Cuauhtémoc y Eje 3 Sur Av. Dr. Ignacio Morones Prieto (panteón Francés de la Piedad), Colonia Buenos Aires.
- Por línea 9 al Nororiente: Eje 1 Poniente Avenida Cuauhtémoc y Eje 3 Sur Avenida Baja California, Colonia Roma Sur.
- Por línea 9 al Suroriente: Eje 1 Poniente Avenida Cuauhtémoc y Calle Tehuantepec, Colonia Roma Sur.
- Por línea 9 al Norponiente: Eje 3 Sur Avenida Baja California y Calle Toluca,  Colonia Roma Sur.
- Por línea 9 al Surponiente: Calle Tehuantepec y Calle Toluca, Colonia Roma Sur.

### Conexiones
Existen conexiones con las estaciones y paradas de diversos sistemas de transporte:
- Línea 3 del Metrobús.

## Sitios de interés
- Centro Médico Siglo XXI
- Panteón Francés de la Piedad